# 愛の荒野
『愛の荒野』（あいのこうや）は、1970年4月27日～6月26日にTBS系列「花王 愛の劇場」枠にて放送された昼ドラマである。

## キャスト
- 文子 - 高千穂ひづる
- 天田俊明
- 磯村千花子
- 岡田由起子

## スタッフ
- 脚本：高岡尚平
- 監督：下村尭二

## 主題歌
- 「愛の荒野」（歌：ちあきなおみ）
  - 作詞：吉田央／作曲：鈴木淳／編曲：森岡賢一郎

## 前後番組
| TBS系列 花王 愛の劇場               | TBS系列 花王 愛の劇場              | TBS系列 花王 愛の劇場              |
| 前番組                              | 番組名                             | 次番組                             |
| ----------------------------------- | ---------------------------------- | ---------------------------------- |
| 女のうず潮 （1970.3.2 - 1970.4.24） | 愛の荒野 （1970.4.27 - 1970.6.26） | 愛と死と （1970.6.29 - 1970.8.28） |
| TBS 月 - 金曜日13:00 - 13:30枠      |                                    |                                    |
| 女のうず潮 （1970.3.2 - 1970.4.24） | 愛の荒野 （1970.4.27 - 1970.6.26） | 愛と死と （1970.6.29 - 1970.8.28） |